# 佛陀多羅
佛陀多羅（梵語：Buddhatrāta，意譯為「覺救」），北印度罽賓國比丘、譯師，約活動於7世紀，譯有《圓覺經》一卷；該書述及禪法的修習，為禪宗重要經典。惟其人事蹟、譯書過程均不詳。